# Топа де Криш (Бихор)
Топа де Криш (рум. Topa de Criș) насеље је у Румунији у округу Бихор у општини Ваду Кришулуј. Oпштина се налази на надморској висини од 278 m.

## Становништво
Према подацима из 2002. године у насељу је живело 477 становника.

### Попис2002.
| Расподела становништва по националности 2002.‍ | Расподела становништва по националности 2002.‍ | Расподела становништва по националности 2002.‍ | Расподела становништва по националности 2002.‍ | Расподела становништва по националности 2002.‍ |
| --------------------------------------------- | --------------------------------------------- | --------------------------------------------- | --------------------------------------------- | --------------------------------------------- |
|                                               |                                               |                                               |                                               |                                               |
| Румуни                                        | Румуни                                        |                                               | 460                                           | 96,4%                                         |
| Мађари                                        | Мађари                                        |                                               | 7                                             | 1,5%                                          |
| Роми                                          | Роми                                          |                                               | 10                                            | 2,1%                                          |